# Tiquilia paronychioides
Flor de arena (Tiquilia paronychioides) es una planta originaria de Sudamérica perteneciente a la familia Boraginaceae. Es utilizada por sus propiedades medicinales.

## Taxonomía
Tiquilia paronychioides fue descrita por Alfred Thomas Richardson y publicada en Monograph of the genus Tiquilia (Coldenia, sensu lato), Boraginaceae: Ehretioideae. Rhodora 79(820): 467–572 en 1977.
Sinonimia
- Coldenia aggregata, Rusby, 1920[3]
- Coldenia paronychioides, Phil., 1892[4]
- Lithospermum aggregatum, Ruiz & Pav., 1799[5]

## Nombres comunes
- Paja de lagartija, mano de ratón